# 水町百窓
水町 百窓（みずまち ひゃくそう、1907年〈明治40年〉8月10日 - 1978年〈昭和53年〉秋以降）は、日本の詩人、俳人。本名は、藤井 秀雄。

## 経歴
兵庫県淡路島に生まれる。
昭和初期、神戸の貿易会社に勤める傍ら佐藤惣之助主宰の詩誌『詩之家』の同人となり、『生活の一章』（詩之家出版部、1932年）や『自画像』（詩之家編輯部、1933年）と言ったモダニズム詩集を出す。『詩之家』の同人であった山下豊次郎、高木真弓（拓川）、大庭郁二らと詩誌『詩短冊』を出して水町が主宰する（1931年6月、『線』と改題）。また、『詩之家』の同人となる以前は池永治雄、能登重夫、天野隆一らの詩誌『詩章』に参加していた。京都の詩誌『青樹』（1932年、『麵麭』と改題するが1934年に再び『青樹』に戻し1937年廃刊）に参加していた時期もある。
戦後、大阪の田辺製薬に勤める。その後、俳句に転じ、前述の山下と共に本名で久保田万太郎の主宰する俳誌『春燈』に所属する。『句集羇旅』（春燈社、1970年）がある。1978年秋以降、脳血栓で死去した。享年71歳。

## 詩風
『生活の一章』（詩之家出版部、1932年10月）の装幀を古賀春江が担当しているが、水町の詩風も古賀の絵と通じるものがあり、藤田三郎は「まるで古賀春江の絵のような詩である。どちらにも共通したポエジーがある。かれの合理主義は、情緒も意志も物質的に還元・構成し、独自な詩的風景を造型するところにあった。」と述べている。

## 著作

### 詩集
- 水町百窓『生活の一章』　詩之家出版部、1932年10月15日
- 水町百窓『自画像』　詩之家編輯部、1933年8月

### 句集
- 藤井秀雄『句集羇旅』　春燈社、1970年